# 紅豆
紅豆，亦称荅、小豆、赤豆，是豆科蝶形花亞科豇豆屬植物，為常見的食材之一。最早起源於喜馬拉雅山一帶，而後種植區域遍及東亞諸國。
紅豆屬高蛋白質、低脂肪的高營養榖類食品，而且含有蛋白質、醣類、脂肪、膳食纖維、維生素B群、維生素E、鉀、鈣、鐵、磷、鋅等營養素。紅豆有豐富的鐵質，可以使人氣色紅潤，可以補血、促進血液循環、強化體力、增強抵抗力。
近親有赤小豆，主要用於中藥材，常與紅豆混用，然而赤小豆藥效較佳。

## 起源與馴化

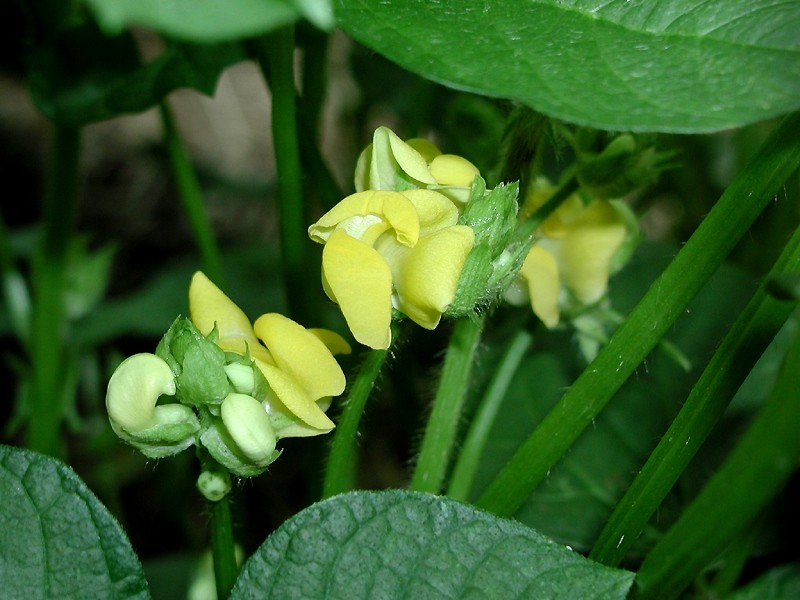
红豆的花朵

野生紅豆起源於喜馬拉雅山脈東南側，並自然散布至中國中南部、臺灣、韓國、與日本。 考古學研究指出，紅豆可能是在約5000年前被馴化，可能有多個馴化起源地。 最早的紅豆栽培證據約在4000-6000年前，位於日本的中央高地，支持日本馴化起源假說。研究表示，野生紅豆可能已在日本被種植超過一萬年之久。
雖然考古學證據顯示紅豆最早在日本被栽培，但遺傳學研究發現，中國中部的栽培紅豆具有最高的遺傳多樣性，顯示紅豆可能在中國被馴化。 另一個紅豆基因體學研究支持考古學結論，發現現今所有紅豆栽培品系，都在約3000-5000年前起源於日本的中央高地。馴化後的栽培品系後來進入中國，並與當地的野生紅豆雜交，造成中國栽培品系的高遺傳多樣性。因此，這項研究化解了考古學與早期遺傳學研究間的不一致。 這個馴化時間點也顯示紅豆可能是被日本原住民繩文人馴化的，改變過去對繩文人狩獵採集民族的認知。造成馴化性狀演化（如果莢成熟後不開裂與種皮顏色的改變）的遺傳突變也在日本有單一起源。這些基因突變大約發生在近一萬年前，在此之後頻率不斷增加，顯示馴化性狀的起源與繩文人對植物的選擇比考古學發現的明確植物栽培證據更早。

## 栽植
- 通論: 在常溫之下，紅豆沉於清水中，一天之後便會發芽，再移至淺泥中生長。

### 台灣
- 栽植歷史
  - 高屏地區
早期是栽植於山地區域，面積僅百餘公頃。自1971年，外銷日本成功後，栽植面積遽增，多集中於高屏地區。最高產時期面積，為1978年栽植面積19,600公頃，爾後受大陆紅豆外銷日本的影響，台灣紅豆外銷量日趨減少，至今已無外銷。目前栽植面積已縮減至約5,000~6,000公頃，主要以供應當地市場為主。
  - 雲嘉南地區
由台南區農業改良場於1971年進行「紅豆品種適應性試驗」，又於1988年進行「品種試驗與示範」，在其總結出試驗結果，突顯出其秋作之紅豆產量與品質，已不遜於當時高屏地區所栽植出的標準。且由於受到契作之保障，其銷售情況良好，並未有滯銷之慮。在改良場與當地各農會積極的輔導下，紅豆在雲嘉南地區，逐漸受到當地農友的重視，直至今日，其栽植面積約達當地半數的契作面積。

#### 主要品種
- 高雄選一號
- 高雄二號
- 高雄三號
- 高雄五號
- 高雄六號
- 高雄七號
- 高雄九號
- 高雄十號

#### 病害
- 立枯病
  - 防治方法
    - 為避免病源菌蔓延，豆苗期不需灌水
- 白絹病
- 病毒病
- 白粉病

#### 蟲害
- 莖潛蠅類（俗名：鑽蠅）
- 蕃茄斑潛蠅（俗名：繪圖蟲、二能蟲）
- 薊馬類（俗名：苔、刺馬）
- 夜蛾類：
  - 斜紋夜蛾（俗名：黑蟲、黑土蟲、行軍蟲、巢蟲）
  - 甜菜夜蛾（俗名：青蟲）
  - 蕃茄夜蛾（俗名：青蟲、大綠蟲、棉鈴蟲、鑽心蟲）
- 豆螟（俗名:青蟲、鑽心蟲）
- 小綠葉蟬（俗名：青跳仔、跳仔）
- 黑豆蚜（俗名：龜神）
- 葉蟎類（俗名：紅蜘蛛）

#### 收穫
- 人力收穫、機械脫粒
- 豆類聯合收穫機採收
- 乾燥貯藏

## 食用
红豆的种子在亚洲地区被广泛食用。
红豆可与大米等谷豆类煮成红豆饭，也可单独或佐以大米、薏仁、莲子等配料煮成粥、糊和糖水类食物。在中华文化地区，水含量较高、粘度不高的版本常称红豆汤，過濾掉红豆的称红豆水或红豆茶，红豆碾碎、略稠浊的则称红豆沙（该词也可另指下文的红豆馅），均可加糖及奶冷冻制成冰棒或冰沙。类似的食法也见于日本（汁粉、從兄弟煮）、韩国（朝鲜式红豆粥）、越南（𥻹豆𧹼 chè đậu đỏ）等地。红豆也是广东、香港一带钵仔糕的常见配料。
泡水后蒸煮熟后加糖翻炒制成的红豆泥（也称红豆馅、红豆沙）是东亚多国菜系中十分泛用的甜食馅料，可用于馅饼、面包、酥点、汤圆、月饼、煎堆、茶粿、青团等各式糕点的内馅，其它含有红豆沙且较有代表性的食品包括豆沙包、红豆冰、铜锣烧、高力豆沙、水晶包、粽子、羊羹、大福、鲷鱼烧、车轮饼、粘豆包、驴打滚等。

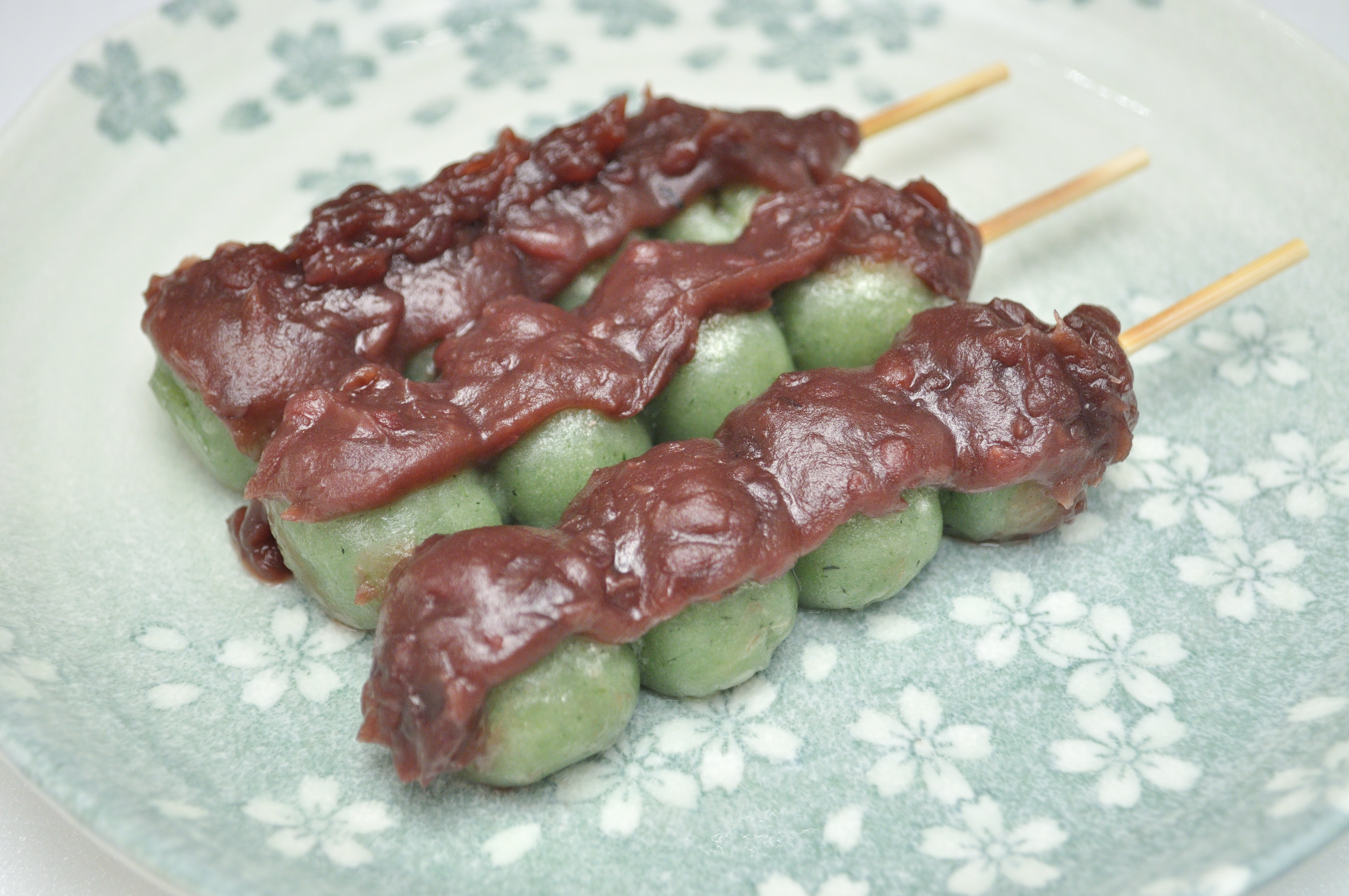
覆盖着豆沙馅的日式团子串
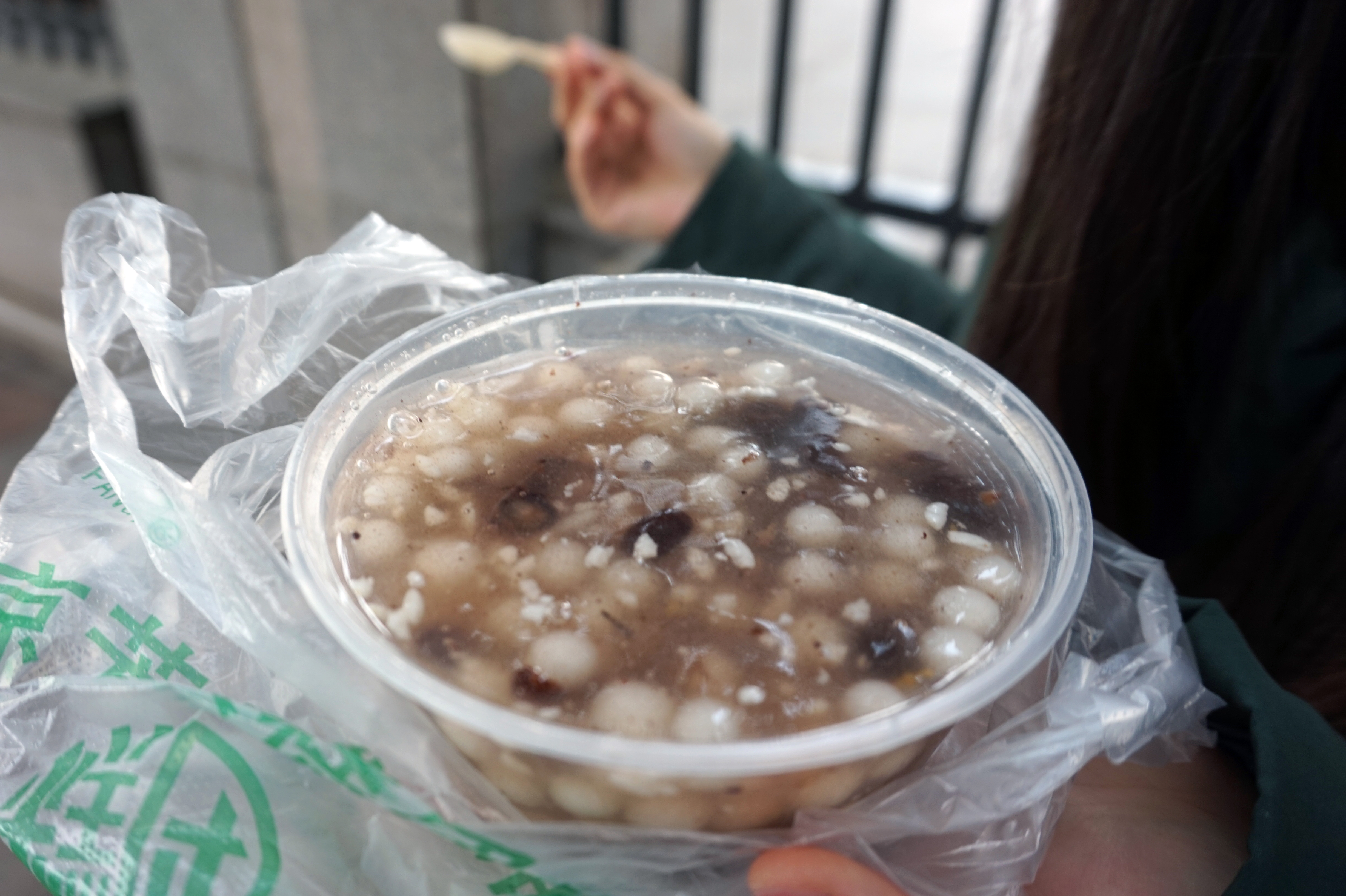
中国江苏一带的赤豆酒酿小圆子
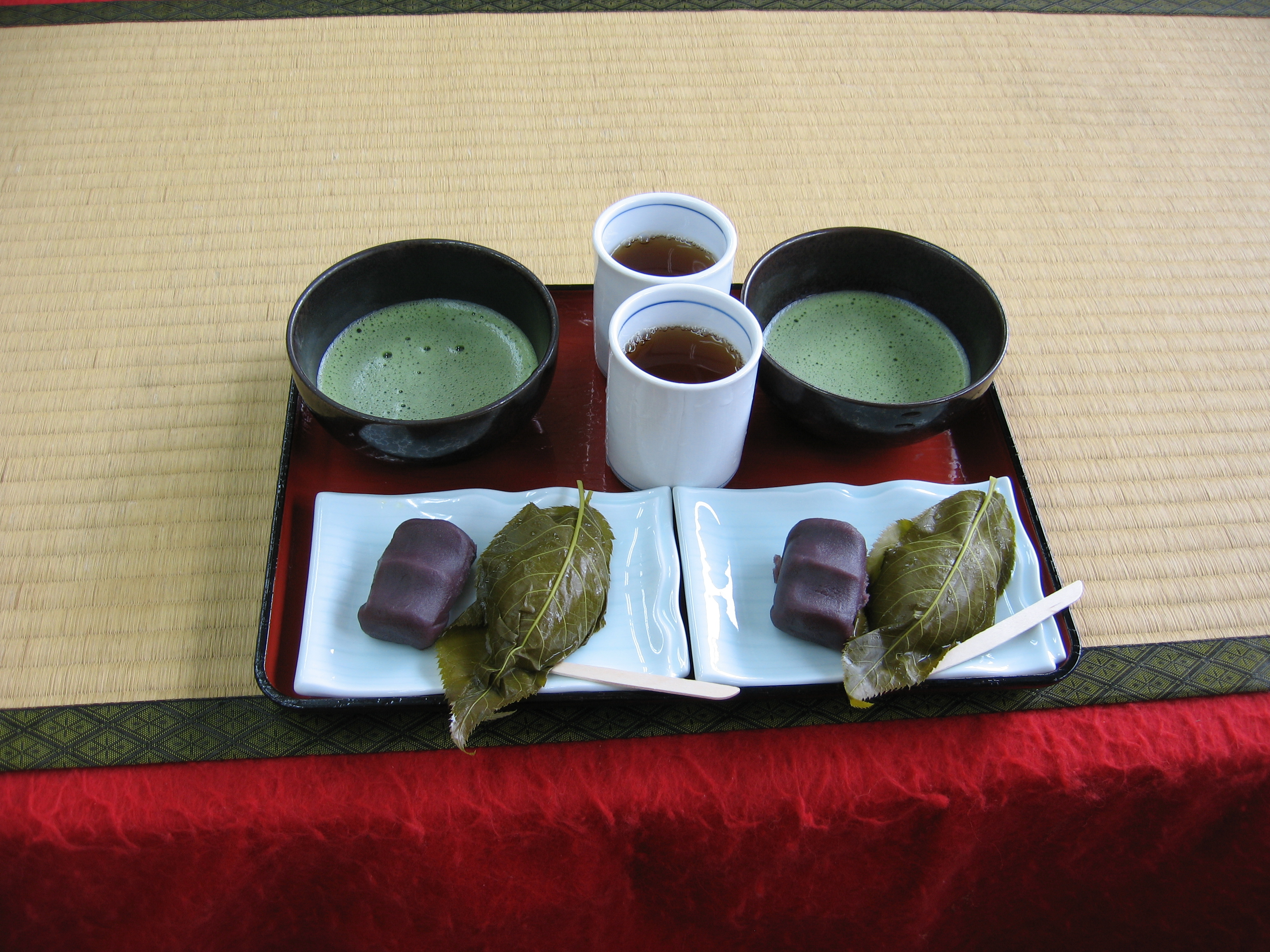
红豆制作的和果子搭配抹茶
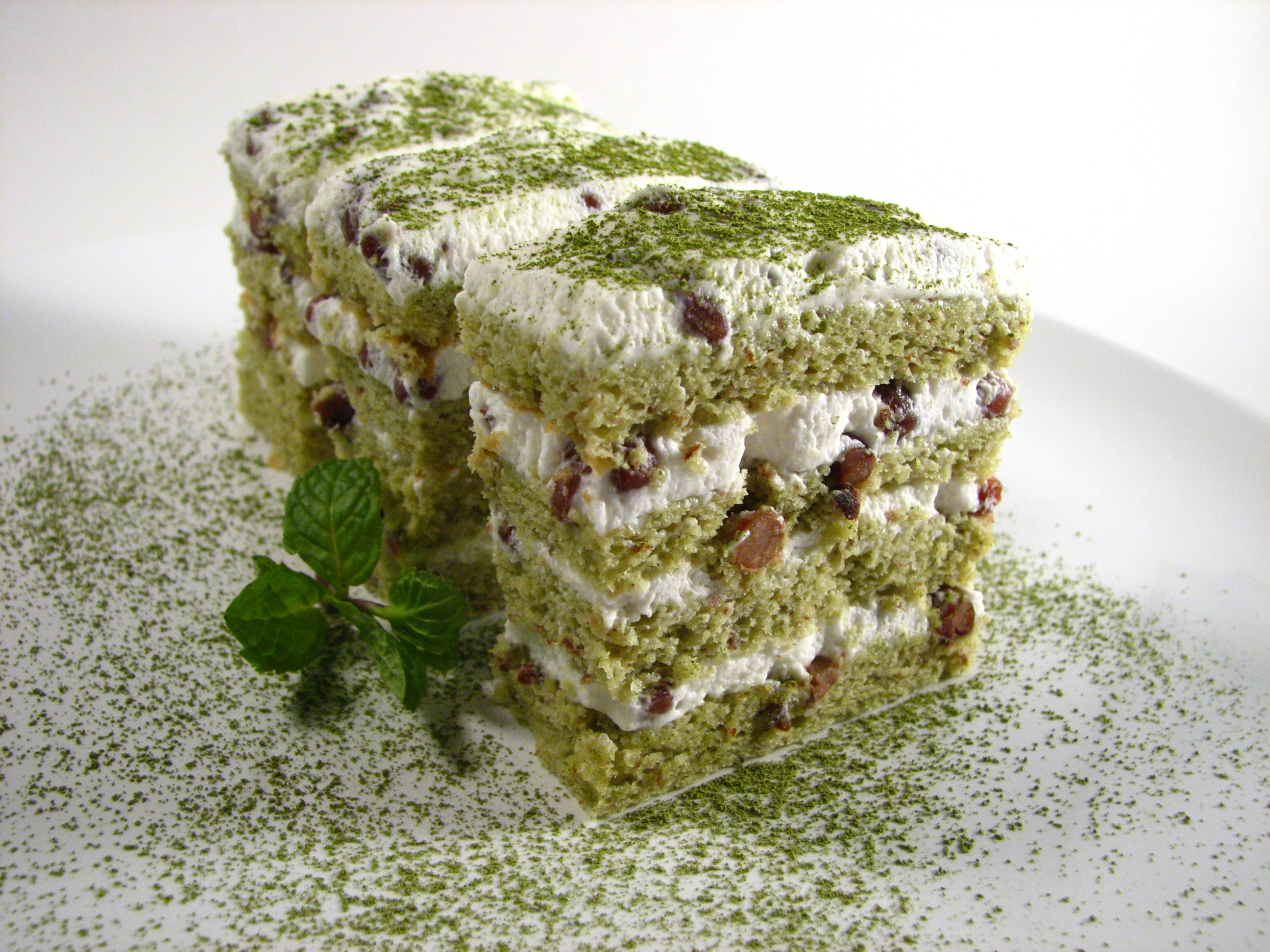
加入蜜红豆的西式抹茶口味蛋糕
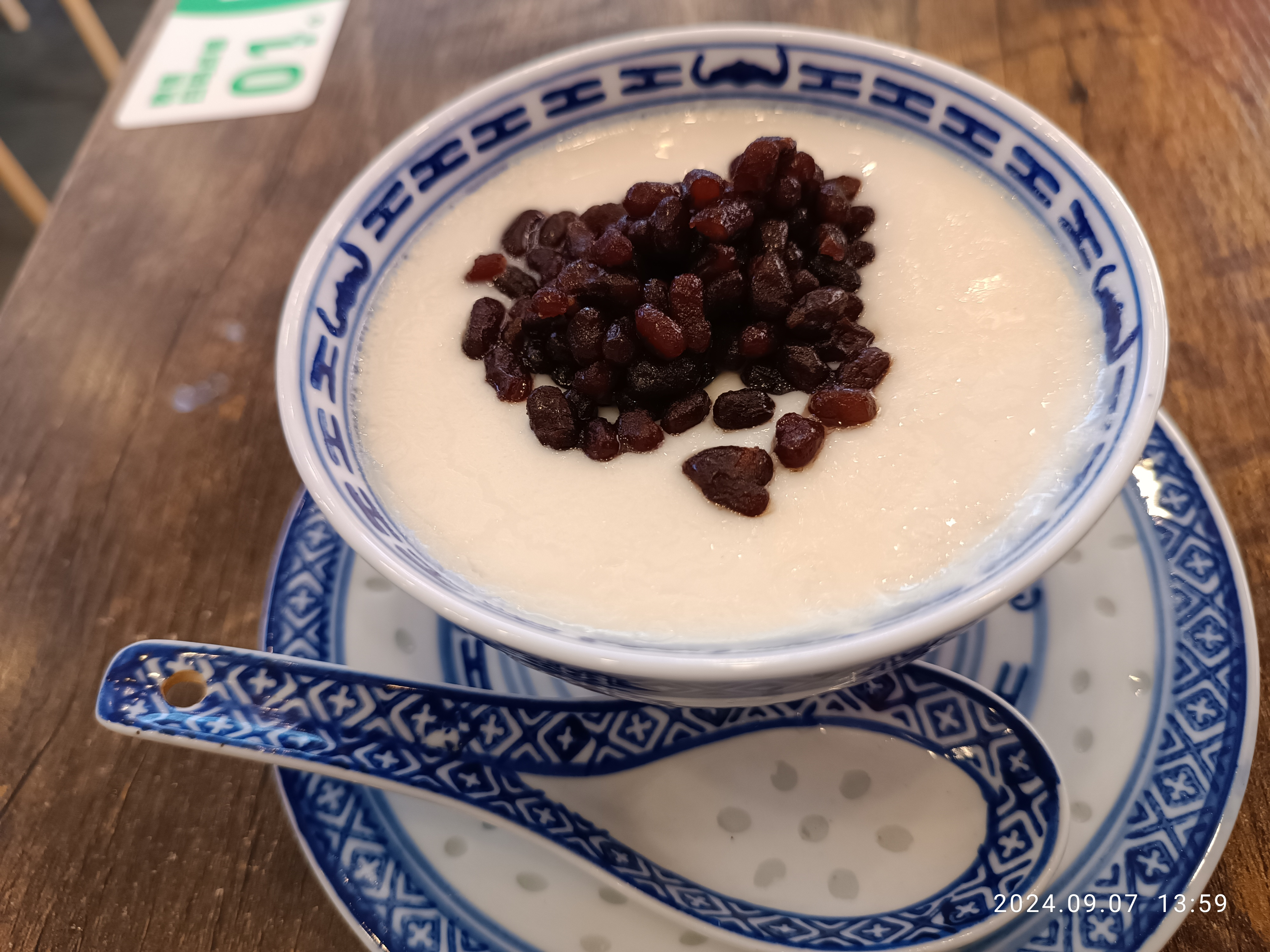
广式红豆双皮奶
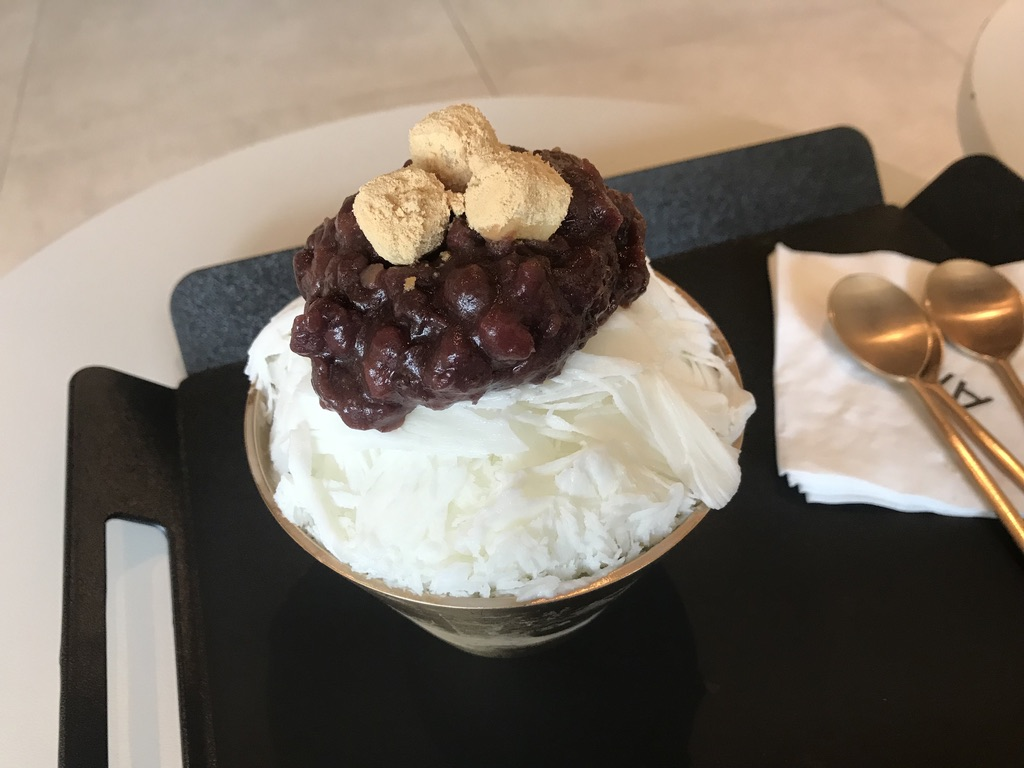
韩式红豆刨冰
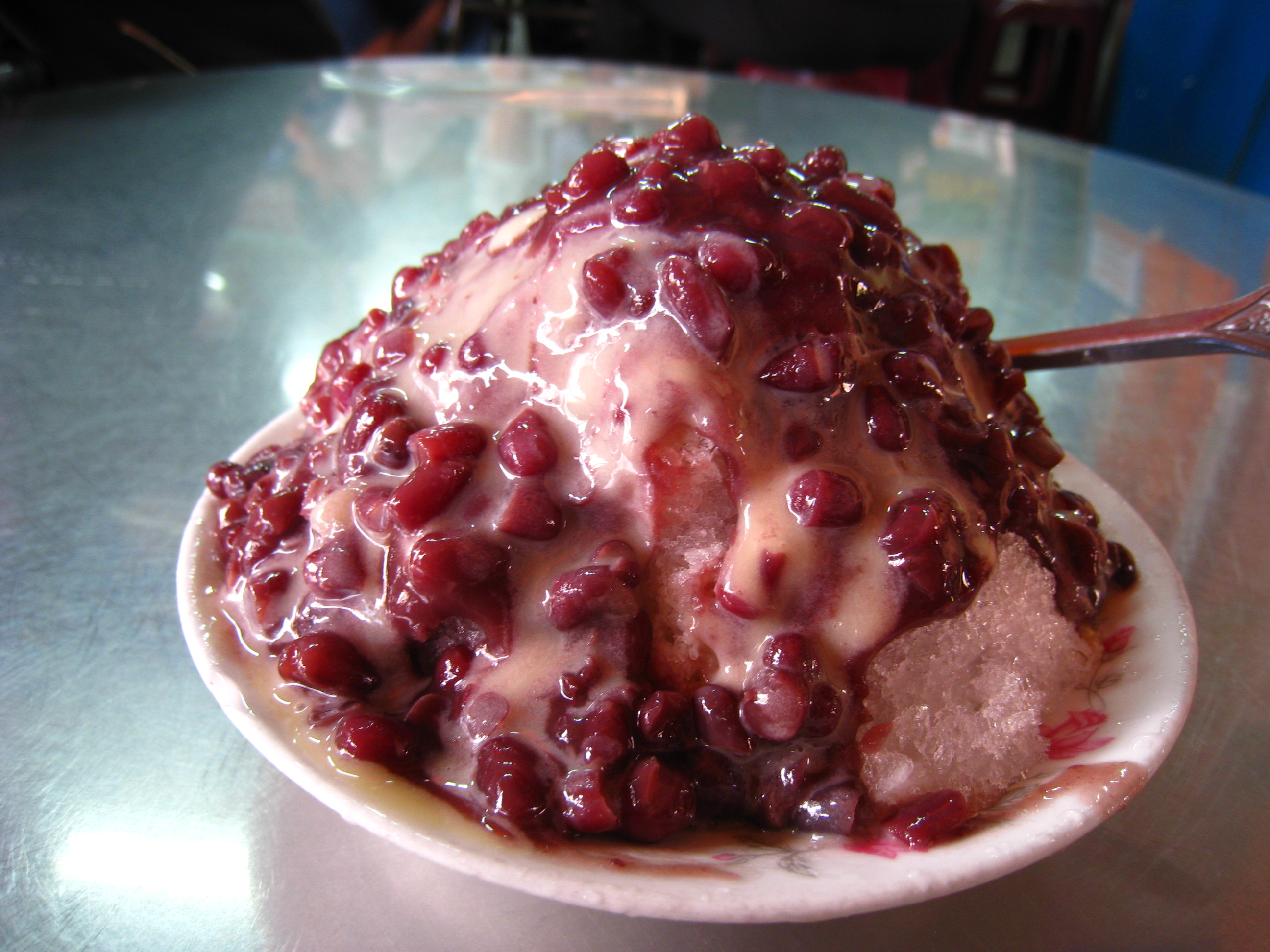
台式红豆冰
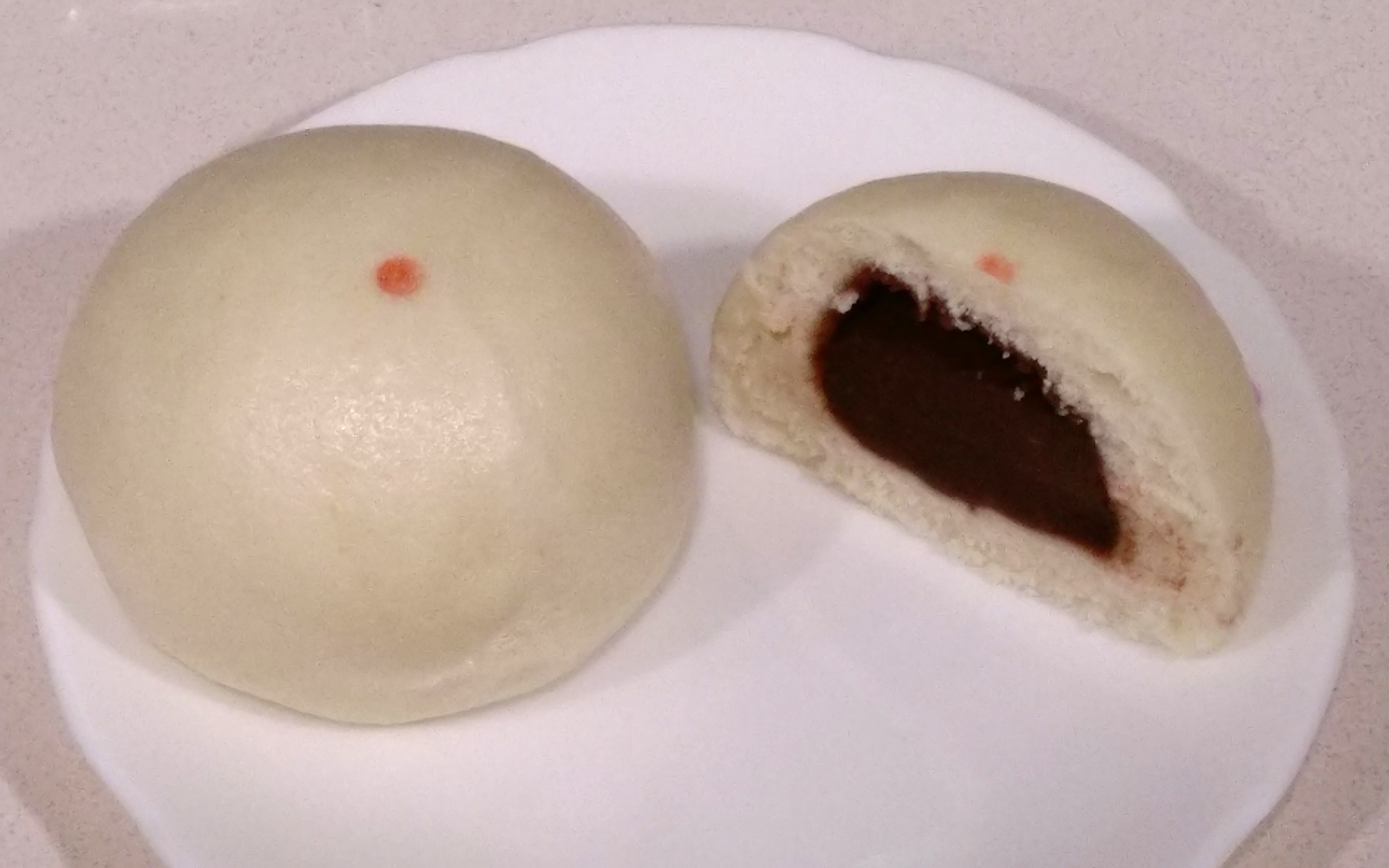
豆沙包
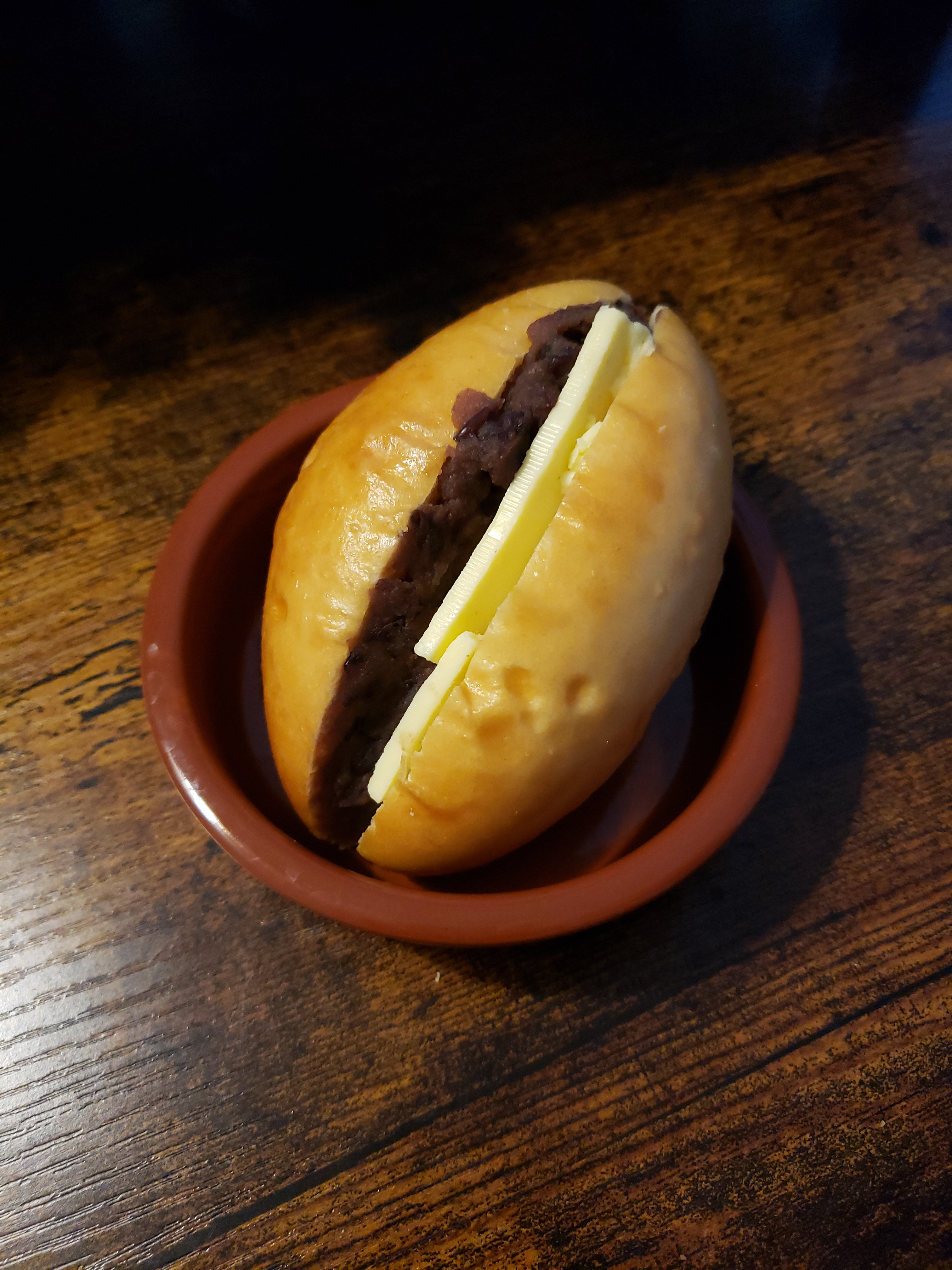
夹着豆沙和黄油的甜面包
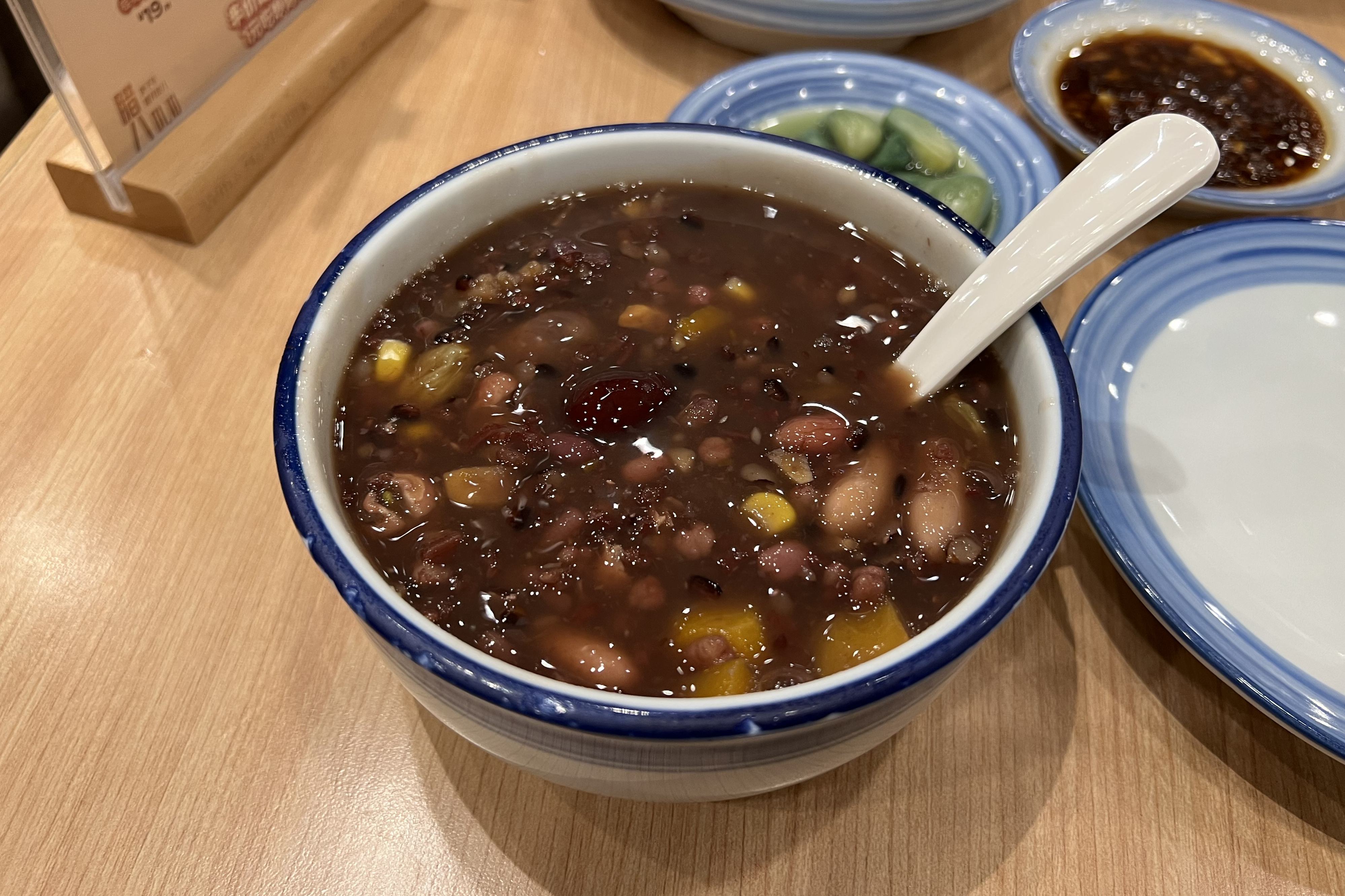
加入红豆的腊八粥

## 文化
- 唐代詩人王維有著名詩作《相思》：「紅豆生南國，春來發幾枝？勸君多採擷，此物最相思！」因此“紅豆”常被用作表達“相思”（互相思念之情）的文學意象。但詩中所說的“紅豆”疑似指其他植物。（見相關章節）
- 抗戰時，陳寅恪旅居昆明，偶购得常熟白茆港錢謙益故园中红豆一粒，晚年有感於此，開始撰寫《柳如是别传》[12]。

## 其他植物的别名
在王維詩作《相思》中所說的“紅豆”疑似指以下三種植物之一：
- 红豆树，中國獨有樹木，因過度砍伐與採摘而瀕臨滅絕。
- 海紅豆（Adenanthera pavonina），又名孔雀豆、相思豆，其種子有小毒，也入藥治療腸胃不適。
- 雞母珠（Abrus precatorius），然而其含有毒蛋白，不可誤食。

## 外部連結
- （日語）お豆百科事典--小豆(あずき)
- （日語）豆百科一覧 ＞ あずき（マメ科ササゲ属アズキ亜属）
- （日語）花豆入り羊羹 （页面存档备份，存于）
- （中文）台灣雲嘉南地區紅豆栽培技術 文:游添榮/圖:陳昇寬 1998/8

Template:主要经济作物